# Sanacht
Sanacht – władca starożytnego Egiptu z III dynastii
Utożsamiany obecnie najczęściej z władcą o imieniu rodowym Nebka (I). Był założycielem III dynastii. Panował 19 lat. Prowadził ożywioną działalność budowlaną.
Istnieją liczne teorie dotyczące tego władcy:
- Był mężem Initkaes, córki Chasechemui i Nimaatapis, przez co nabył prawa do tronu (Helck).
- Był mężem Nimaatapis, córki Chasechemui, i ojcem Dżesera (Kaplony).
- Był synem Chasechemui i Nimaatapis oraz starszym bratem Dżesera (Kwiatkowski).
- Sanacht to nie Nebka, którego należy utożsamiać z Chabą (Swelim).

Pochowany prawdopodobnie w Sakkarze

## Tytulatura
Imiona władcy znane są m.in. z Tablicy z Abydos i Papirusu Turyńskiego. Imię tronowe (wg innych źródeł nomen) brzmi Nebka lub Kaneb, co oznacza „Pan Ka”:
|          |    |
| \| \| \| |    |
|          |    |
| nb       | kA |

| nb | kA |

|          |    |
| \| \| \| |    |
|          |    |
| nb       | kA |

| nb | kA |

imię to znane jest w trzech wariantach zapisu.
Jego imię horusowe brzmi Sanacht/Nachtsa, tj. „Zwycięska-Ochrona” lub „Obrońca”:
| V18 | n · M3 |

W dziele Manetona władca ten wymieniony jest pod imieniem – w zależności od kopisty – Necherophes lub Necherochis.